# Deva (Roemenië)
Deva (Hongaars: Déva, Duits Diemrich) is een stad in het westen van Roemenië en is de hoofdstad van het district Hunedoara. De gemeente telt 56.647 inwoners (2011) en ligt op de linkeroever van de Mureș (in de oudheid Maris genoemd) aan de voet van een 371 m hoge heuvel. Naast de stad Deva liggen er nog een viertal dorpen in de gemeente: Archia, Bârcea Mică, Cristur (Hongaars: Csernakeresztúr) en Sântuhalm.

## Geschiedenis
De geschiedenis van de plaats gaat terug tot de bronstijd. Deva bestond al voor de komst van de Daciërs en Romeinen. In 1269 werd Deva, alsook de plaatselijke burcht, voor het eerst genoemd. De burcht werd door Johannes Hunyadi, de leider van het anti-Ottomaanse verzet, in de 15e eeuw versterkt en uiteindelijk in 1849 verwoest. De ruïne van de burcht bevindt zich thans op een heuvel die de status heeft van natuurreservaat. In 1307 werd Deva een prinselijke residentie en het centrum van een militair district. De Ottomanen verwoestten Deva in 1550-1557. In 1849, gedurende de revolutie, was de stad bezet door generaal Bem.
Aan de voet van de citadelheuvel bevindt zich het Magna Curiapaleis. Het dateert uit de 16e eeuw en werd onder de Zevenburgse vorst Gabriel Bethlen vanaf 1621 heringericht in renaissancestijl. Later onderging het barokke uitbreidingen. In de stad staat eveneens een standbeeld van Decebalus, koning van de Daciërs gedurende de Romeinse overheersing.
Tussen 1888 en 1892 kwamen er veel Hongaarstalige Szeklers uit Boekovina naar de stad die werden geëvacueerd uit de landstreek Boekovina.
Vandaag de dag is Deva een belangrijk economisch centrum en met name bekend om zijn erts- en houtwarenindustrie en culturele en sportieve activiteiten. De huidige burgemeester is Florin Oancea. 

## Bevolking
De bevolking van Deva was in de geschiedenis zeer gemengd, er woonden veel Hongaren (rond 1910 in de meerderheid) maar ook Saksen. Tegenwoordig zijn de Roemenen in de meerderheid.
- 1910: 8.654 (5827 Hongaren, 67,3%)
- 1941: 17.456 (4248 Hongaren, 24,3%)
- 1977: 60.334 (7.598 Hongaren, 12,6%)
- 1992: 78.438
- 2002: 69.257 (5975 Hongaren, 8,6%)
- 2011: 61.123 (4409 Hongaren, 7,2%)

### Hongaarse gemeenschap
De Hongaarse gemeenschap in Deva heeft twee Hongaarstalige scholen tot haar beschikking: de Téglás Gábor-school en het Rooms-Katholiek Lyceum. Het Rooms-Katholiek Lyceum is onderdeel van het franciscaner klooster van Deva. Dit klooster heeft onder leiding van Csaba Böjte in heel Transsylvanië kindertehuizen en scholen opgericht voor kinderen uit arme gezinnen. In de gemeenteraad is de Hongaarse partij met twee zetels vertegenwoordigd (2016). Verder is er in de stad een Hongaarstalige uitgeverij (Corvin). Het dorp Csernakeresztúr heeft een Hongaarse meerderheid.

## Geboren
- María Corda (1898-1976), actrice

## Fotogalerij

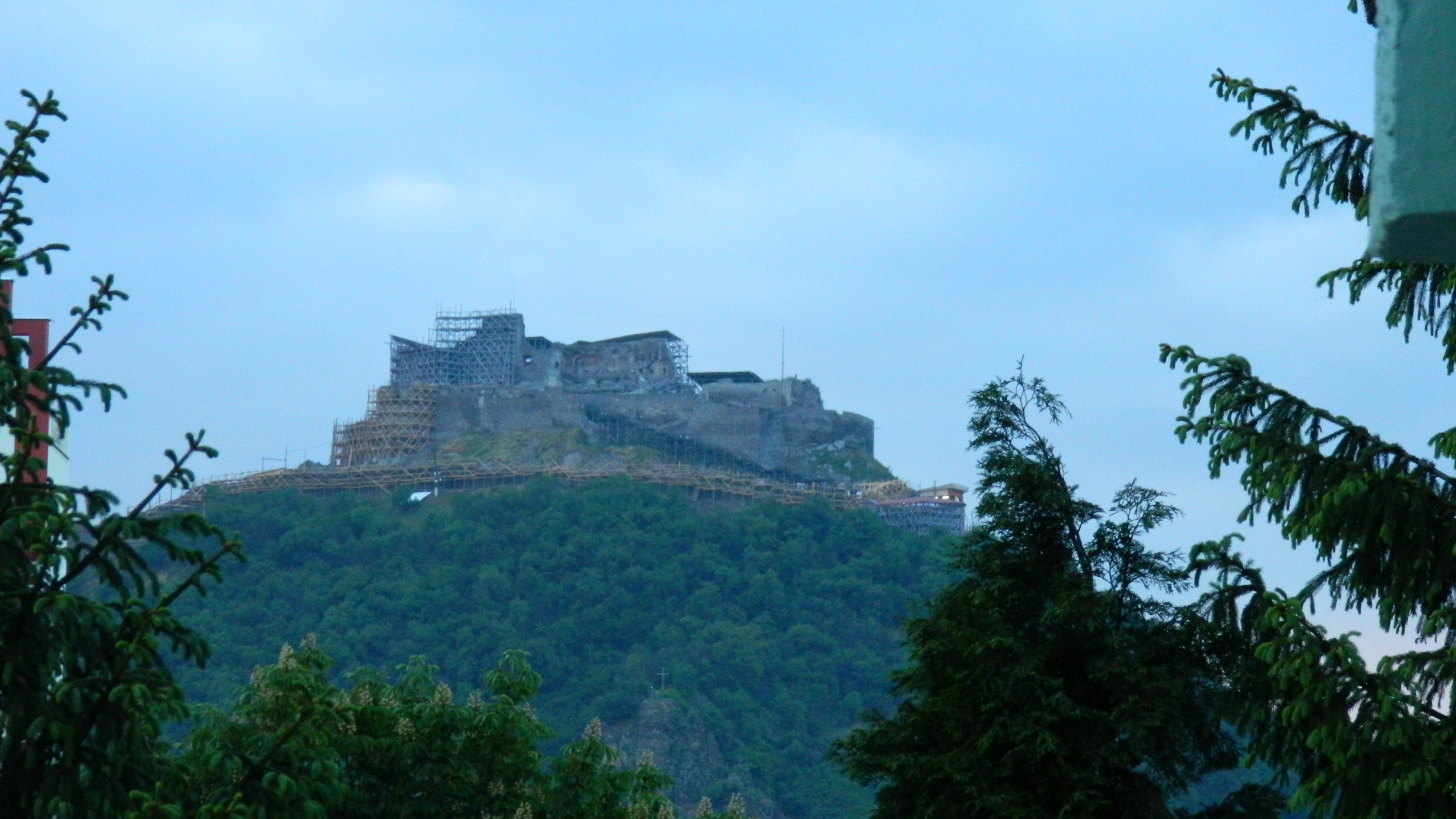
Ruïne van de burcht van Deva
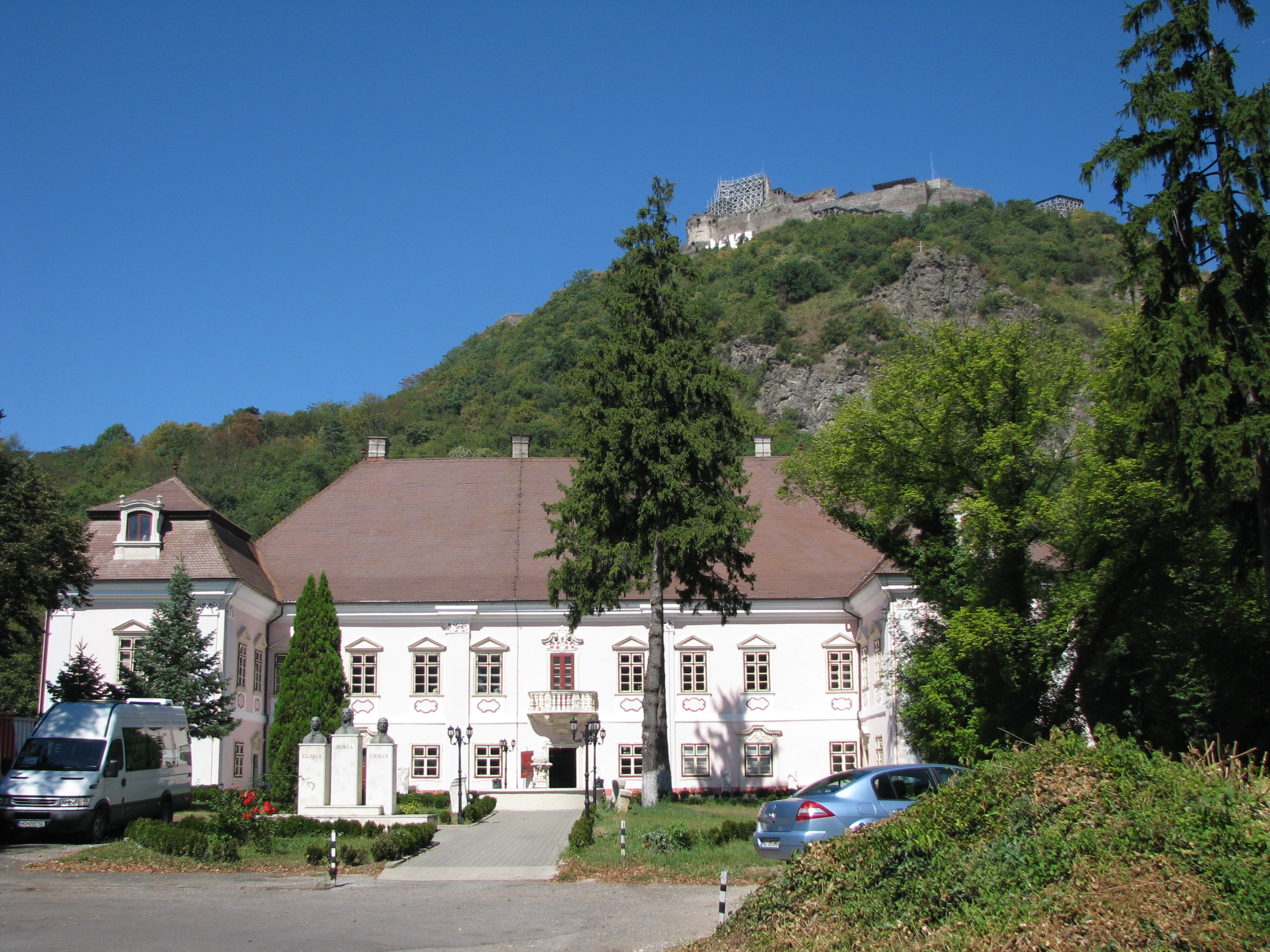
Magna Curia
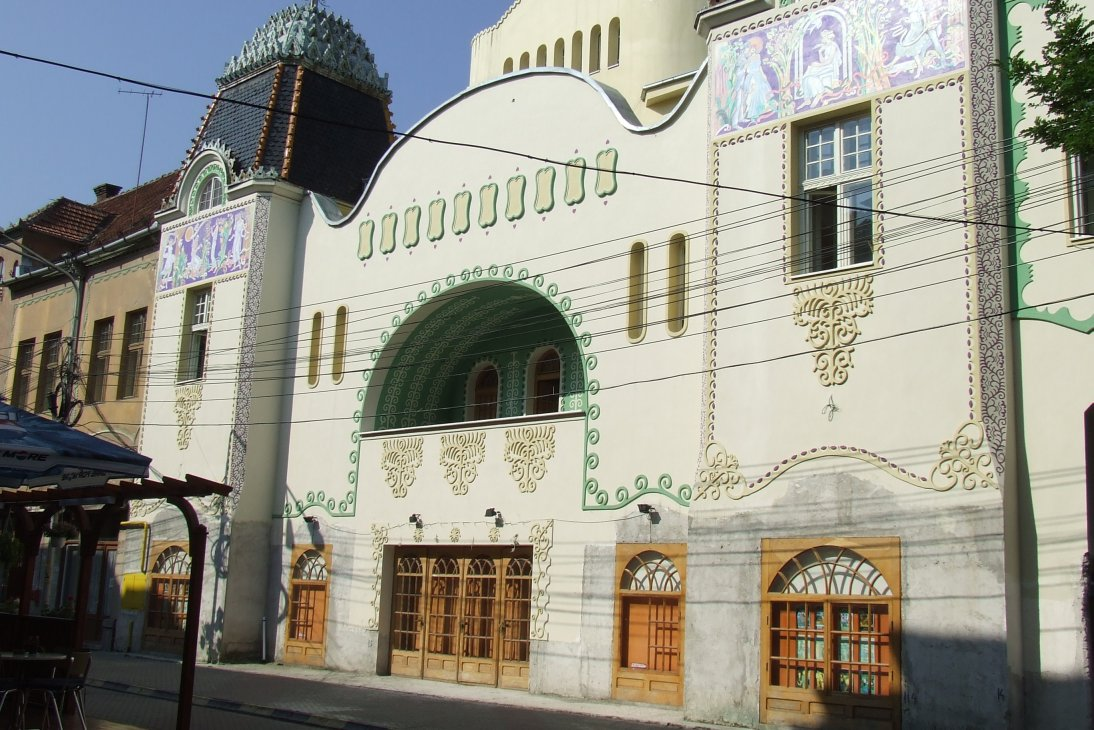
Stadstheater
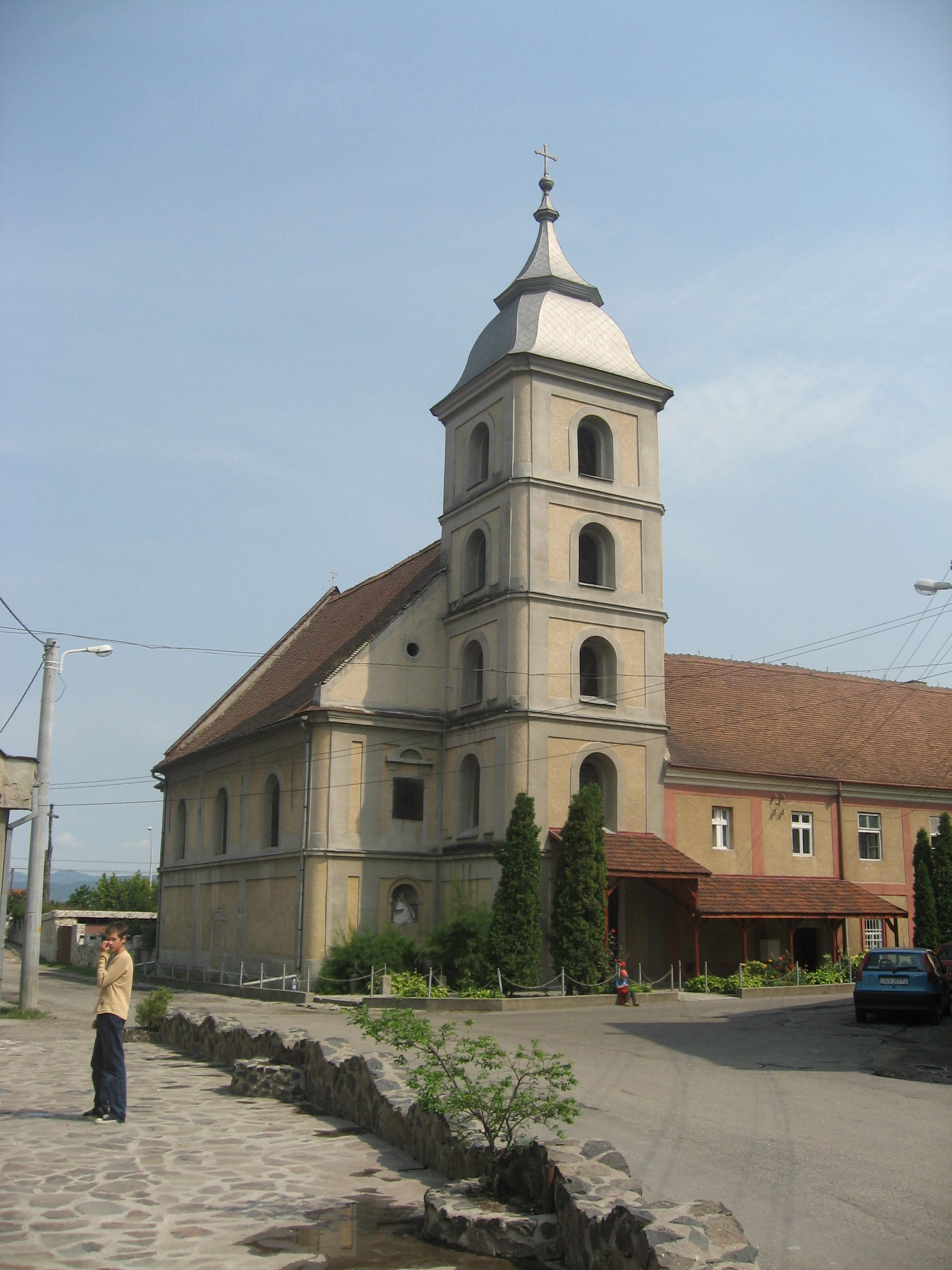
Kerk van het Franciscaner klooster
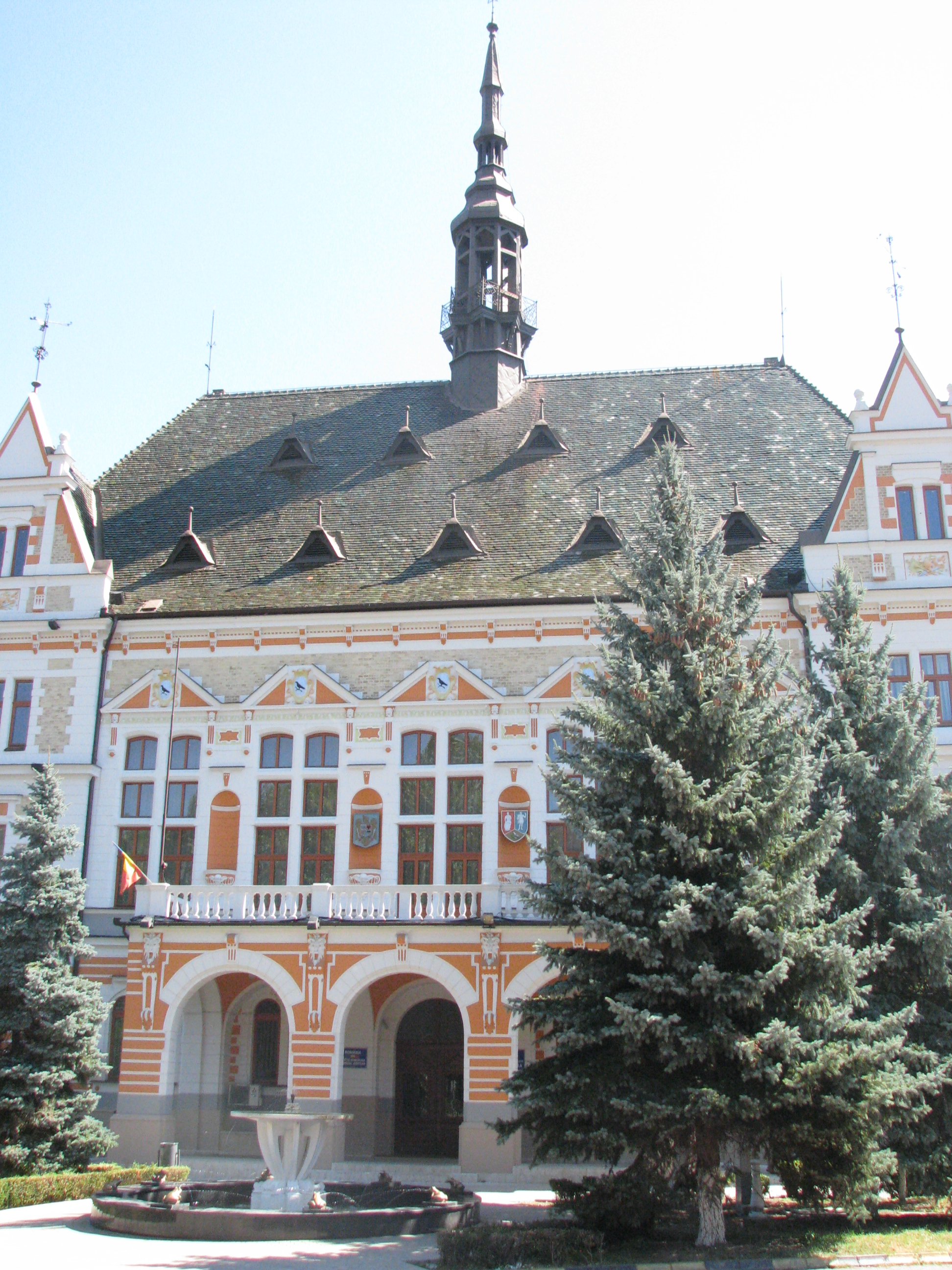
Hunedoara District Prefectuur

Alba Iulia · Alexandria · Arad · Bacău · Baia Mare · Bârlad · Bistrița · Botoșani · Brașov · Brăila · Bucureşti (Boekarest) · Buzău · Călărași · Cluj-Napoca · Constanța · Craiova · Deva · Drobeta-Turnu Severin · Focșani · Galați · Giurgiu · Hunedoara · Iași · Mediaș · Oradea · Piatra Neamț · Pitești · Ploiești · Râmnicu Vâlcea · Reșița · Roman · Satu Mare · Sfântu Gheorghe · Sibiu · Slatina · Slobozia · Suceava · Târgoviște · Târgu Jiu · Târgu Mureș · Timișoara · Tulcea · Turda · Vaslui · Zalău